# Vladimír Kára
Vladimír Kára (* 6. ledna 1947 Most) je bývalý český fotbalista, útočník. Po skončení aktivní kariéry působil ve Spartě mj. jako vedoucí A-týmu a trenér B-týmu.

## Fotbalová kariéra
V československé lize nastoupil ve 151 utkáních a vstřelil 31 gólů. Hrál za VCHZ Pardubice (1968-1969), SONP Kladno (1969-1970) a Spartu Praha (1971-1975), s níž roku 1972 zíslal Československý pohár a roku 1973 postoupil do semifinále Poháru vítězů pohárů, kde nastoupil v 6 utkáních a k postupu výrazně přispěl čtyřmi brankami, třemi do sítě Standardu Lutych a jednou německému klubu FC Schalke 04.

## Ligová bilance
| Ročník                                   | Zápasy | Góly | Klub           |
| ---------------------------------------- | ------ | ---- | -------------- |
| 1. československá fotbalová liga 1968/69 | 24     | 6    | VCHZ Pardubice |
| 1. československá fotbalová liga 1969/70 | 24     | 3    | SONP Kladno    |
| 1. československá fotbalová liga 1971/72 | 24     | 8    | Sparta Praha   |
| 1. československá fotbalová liga 1972/73 | 26     | 4    | Sparta Praha   |
| 1. československá fotbalová liga 1973/74 | 29     | 9    | Sparta Praha   |
| 1. československá fotbalová liga 1974/75 | 24     | 1    | Sparta Praha   |
| CELKEM                                   | 151    | 31   |                |